# Andreas Schumann (Fußballspieler)
Andreas Schumann (* 16. Juni 1952) ist ein ehemaliger deutscher Fußballspieler. Der Offensivspieler hat in der Saison 1971/2 bei Hertha BSC zwei Spiele in der Fußball-Bundesliga absolviert.

## Spielerkarriere
Andreas Schumann spielte in der Saison 1971/72 in der Amateurmannschaft von Hertha BSC. Die Bundesligamannschaft hatte sich durch die Neuzugänge Erwin Hermandung, Erich Beer, Peter Gutzeit, Michael Sziedat und Hans Zengerle vor Saisonbeginn verstärkt. Am Rundenende kam der Amateur unter Trainer Helmut Kronsbein am 33. Spieltag, den 23. Juni 1972, auf Linksaußen zu seinem Bundesliga-Debüt gegen Arminia Bielefeld (1:1) und bereitete umgehend den Führungstreffer von Lorenz Horr vor. Auch eine Woche später, am 28. Juni, bestritt Schumann die Partie beim VfL Bochum (2:4) am linken Flügel über die volle Distanz. In dieser Zeitphase war er auch im Freundschaftsspiel am 9. Juni gegen Rapide Wedding (8:0) aufgelaufen und hatte einen Treffer erzielt. Zur Saison 1972/73 bekam er bei Hertha keinen Profivertrag und tauchte anschließend nicht mehr im gehobenen Leistungsbereich als Spieler auf.